# جودی-جوی دیویس
جودی-جوی دیویس (انگلیسی: Judy-Joy Davies; ۵ ژوئن ۱۹۲۸ – ۲۷ مارس ۲۰۱۶) شناگر اهل استرالیا بود.
وی در مسابقات کشوری و بین‌المللی در مجموع برندهٔ ۳ مدال طلا، ۱ مدال برنز شده‌است.